# Una mujer en la calle
Una mujer en la calle es una película mexicana estrenada el 3 de febrero de 1955. Dirigida por Alfredo B. Crevenna, protagonizada por Marga López, Ernesto Alonso y Prudencia Grifell.

## Sinopsis
La prostituta Lucero, escapando de la policía, se refugia en la casa de la anciana Nena y su hermana Isabel, ambas solteronas. En su casa, Lucero encontrará la paz y el amor que siempre ha soñado, por lo que decide abandonar al hombre que siempre la ha explotado.

## Elenco
- Marga López - Lucero/Alicia
- Prudencia Grifell - María de Jesús "La Nena"
- Ernesto Alonso - Jose Luis
- José María Linares Rivas - Carlos
- Raúl Ramírez - Fernando
- Amparo Villegas - Isabel
- Leonor Llausás - Natalia
- Rosa Elena Durgel - Eugenia
- Lupe Carriles - Raquel
- Rosa María Moreno	- Prostituta

## Premios

### Premio Ariel(1956)
| Categoría                  | Persona                            | Resultado |
| -------------------------- | ---------------------------------- | --------- |
| Mejor Película             | Mejor Película                     | Nominado  |
| Mejor Director             | Alfredo B. Crevenna                | Nominado  |
| Mejor Actriz               | Prudencia Grifell                  | Ganadora  |
| Mejor Coactuación Femenina | Amparo Villegas                    | Nominada  |
| Mejor Guion Adaptado       | Edmundo Báez Francisco Marín Cañas | Nominado  |
| Mejor Edición              | Alfredo Rosas Priego               | Nominado  |
| Mejor Escenografía         | Edward Fitzgerald                  | Nominado  |
| Mejor Actor de Cuadro      | Raúl Ramírez                       | Nominado  |
| Mejor Actriz de Cuadro     | Leonor Llausás                     | Nominada  |